# Аврен (вилает Истанбул)
Вижте пояснителната страница за други значения на Аврен.
Аврен (на турски: Akören, Акьорен) е село в Източна Тракия, Турция, Околия Силиврия, Вилает Истанбул.

## География
Селото се намира на 19 километра северно от околийския център Силиврия.

## История
Историята на селото е тясно свързана с историята на българите, останали извън границите на България след Берлинския договор.
Одринска Тракия е неколкократно обезбългарявана. В условията на установеното вече турско владичество на Балканите, настъпва относително спокойствие. Засилва се вътрешната българска миграция от балканските местности и Загорско към равнините на Долна Тракия, главно по икономически причини. През Кърджалийското време една част се насочва към цариградските покрайнини. Близостта на централната власт е една гаранция за по-голяма сигурност и безопасност. По това време в старото турско село Аврен, намиращо се на 14 км северно от Силиврия, недалеч от централния път Чорлу-Чаталджа, започва заселването на българи.
Знаем кои са били първите заселници. Семействата Братанови, Вергови, Яневи, Янови от гр. Калофер, Младенови от село Дървеница, Софийско, Станкови от Старозагорско, Бочукови от Свищовско, Панчеви от Панагюрище тръгват, подгонени от немотията и глада, търсейки с надежда място за препитание. Заселването на различните фамилии е в различно време, но коя се заселва първа не се знае. Заселват се още Йовчеви, Добреви, Дочеви, Лефтерови, Стойкови. В с. Аврен се обособяват 150 къщи с български семейства. Живеят в малки плетени къщи, от които само пет са от кирпич и покрити с керемиди.

### Местоположение на първите поселища
Землището на с. Аврен граничи с чифлика „Кара санан“, отстоящо на 7 км от него. На още 7 км на юг се намира Силиврия, малък околийски град на брега на Мраморно море. На 8 км в югозападна посока е с. Фенеркьой, с българска и турска махала и няколко гръцки семейства. На 6 км на север с малка махала от турци е с. Курфаллъ. Село Кадъкьой е на 8 км на югоизток. В същата посока на още 13 км отстои Чаталджа, където живеят българи и турци. На около 2 км на изток от Аврен минава железният път за Истанбул, идващ от Свиленград. Най-близката гара до селото е Кабакча. Истанбул се намира на 50 км от Аврен. В землището на селото се простират пасища (мери) в посока Силиврия, Санън дере, Фенеркьой. В местността Черната и Бялата скока се образуват вирове. На северозапад от Малък и Голям харач, намиращи се на баир с малки горички, са разположени кошарите на авренци.
На север се простират Керез-дере, Бахче-дере, край които минава железопътната линия Одрин-Истанбул. Мелницата, обслужваща селото е на брега на реката Кара-су.
Пресъхнало дере разделя селото на две махали – от едната страна гърци и турци, от другата – българската, която е най-голяма. В горния край на селото, в близост до дерето и турската махала, в един двор е съградено аязмо, в средата на двора се извисява топола (кавак), а на запад от него е описан двадесетметров бряст, край който минава пътят за Братанската махала. (Според Стою Шишков 120 къщи са били български). Аязмото е представлявало малка къщичка с икона, кандило и свещник. От нея започва тунел, дълъг 4 м., от чието дъно извира много студена вода, считана за лековита.

### Стопанство в началото на 19 в.
Целият този край, наричан от турците Чорле-къръ (Чорленско поле), се е състоял от бейски чифлици, на които работната ръка е само българска. Слизайки от планините в различни времена, българските пришълци образуват селища. От прости ратаи и работници започват да населяват земята на господарите си бейове, като плашат наем от 6 до 8 лири годишно за посев, а данъци плащат отделно на правителството. По-късно изкупуват земята, но след Берлинския конгрес османското правителство започва да им я отнема насилствено и да настанява турци-мохаджири. Няма данни за настаняване на мохаджири в Аврен.
Благосъстоянието на българите в този край е твърде завидно. Селяните са се занимавали със земеделие и скотовъдство. Орането на земята се извършва с 4 – 5 чифта волове или биволи (чавгар), в т. нар „ялама“ или „кара сабан“ (дълбока оран) и се провежда от пролет до жътва. Оранта е дружна, като се изреждат да помагат на всеки по няколко дни. По-заможните българи орат самостоятелно. Сеят се жито и лен, от влакното на които се тъкат черги и чували. Житото се коси с коса с кафези, за да става на ръкойки. Връзва се на снопи и се правят докурджуми (кръстци). Бедните селяни след приключване на своята жътва отивали да жънат на чорбаджиите и след това се пристъпва към овършаване (харманджилък). Най-напред се отива в гората, насичат се клони, шума, за да се направи перде (перваз) против вятъра. Вършее се с дикани (плотове), на които в шахматен ред са забити кремъци. Сламата се цени много и се изнася през пристанищата на Силиврия или Истанбул. Нуждата от слама налага да се коси ниско до земята През зимата, които нямат работа в селото, отиват да работят на жп линията и жп гарата като работници, кираджии или хамали. По-младите, спечелвайки така пари, отиват на есенен панаир (хайван пазар), за да си купят волове и да си осигурят възможност за работа в чифлиците „Кара Мурат“ и „Дауча“ или наемат от собствениците земя за оран.
След вършитба идва време за плащане на данъците на „юшурджията“ още на хармана. На 15 крини жито се вземат две. Този данък се нарича „юшур“. Събраният данък се товари на коли и се кара в турската махала, където се намира общинският хамбар. Но авренци не сеят само жито и лен. По-заможните от тях сеят домати, от които правят доматено пюре, изнасяно в Силиврия, а понякога и в Истанбул за по-висока печалба. Пренасянето на продуктите и стоките се извършва с камили.
Авренските българи са имали и лозя, които не смогвали да оберат до късна есен. Отглеждат се също много смокини и бадеми.
Освен земеделци, авренци са и състоятелни скотовъдци. Мнозина от тях имат говеда, биволи, стада овце. Млякото и млечните продукти се продават в Истанбул. Сиренето е с отлично качество, съхранявано в кози толуми. Овчарството е едно от главните занятия на авренските българи. Показателен за това е фактът, че когато авренци тръгват да се изселват, те водят 50 000 овце.

## Език, бит и традиции
Професорът по славянски литератури в Пражкия университет Cyprien Rober отбелязва, че в малкото пристанище Силиврия, което брои 3 – 4 хиляди чисто християнско население, има много българи. „Тъй на няколко мили само от Станбул – пише той – звучи на ушите сладкият и богат славянски говор.“
Езикът, на който говорят авренци, е чист български, смесен с много турцизми. Такива думи са предимно от битовата лексика и се налагат за по-лесно общуване и търговия. Такива думи са: арналък – нива, мередевен – стълба, хендек – трап, меркез – гара, и др. Старите говорят български език, но младите, под влияние на гръцкото училище с гръцки учители и гръцки духовници, знаят и гръцки език. Родовете на всички жители запазват българските си имена и презимена. Влиянието на гръцкия език се чувства в изговора на личните имена, например: Иванка – Ивантия, Невена – Хрисафена, Йовка – Байо, Христо – Христаки, Коста – Костаки, Ангел – Ангелаки, Кириньо, Султаньола, Ирина-Орани, Маламаги, Стамати и др.
Авренци грижливо съхраняват и предават от поколение на поколение огромно, пословично трудолюбие. То, съчетано с решимост и упорство, им помага да оцелеят. От „Сведения за бежанците, които се намират в Ямбол към 31 декември 1926 г.“ става ясно, че в миналото от регистрираните 111 семейства, наброяващи 504 души, 56 стопани са земеделци, обработващи чужда и своя земя. Голям е броят на каруцарите, занимаващи се с кираджилък, на работниците също. Сред тях са чиновници, бакали, шивачи, зидари, кирекчия, налбантин, обущар, стражар. В борбата за оцеляване трудът е на почит.
Обичайки труда, авренци умеят и да се веселят. Песните и хората са стари, български, обичаите също. Песните им са весели, хороводни, трудови. Те пеят по хора и седенки. Авренки умеят да приготвят вкусни ястия. Най-любими закуски: тархана, юфка, рязана чорба, мантин. Точат баници, правят сирени пити (тутманици), макарина. Майсторството им проличава по време на празници. На празниците „Варвара“ и „Сава“, варят жито (кешкек), а на Андреевден, който се пада на 13 декември, се вари царевица. От вечерта царевицата се накисва в пепелна вода, за да паднат люспите, след това се вари в чиста вода. Подправя се с канела, орехи и захар. Когато срещу Бъдни вечер и Йордановден се яде постно, се приготвя грухано (чукано) жито.
Срещу Васильовден правят баница, в която слагат дрянови клонки, наречени на нещо, и пара, а на кой каквото се падне се счита за негово бъдеще. Същата вечер се вари и пачата от прасето, сурвакарите тръгват от полунощ с дрянови сурвачки и до сутринта посещават всички семейства в селото.
На Йордановден (Водици) свещеникът слага кръста в медна купичка от вечерта. Ако през нощта водата вътре замръзне, годината ще бъде плодовита. На сутринта отиват на църква. Свещеникът ръси всяка къща с китка босилек и кръста. Кръстниците, на които кумиците имат деца, им носят плодове. На канап, дълг 1 м, нанизват фурми, смокини, портокали, а плодовете, които не са сушени, се слагат в специална за случая покривка и се носят преди обед на кръщелника. Кумицата ги гощава.
Друг очакван с вълнение празник е бил Заговезни. Всички се измиват, изкъпват, обличат си новите дрехи и тръгват да искат прошка, като започват поред от най-възрастните дядо и баба. Събират се всички свои на масата и си целуват ръка, като казват: „Прости ми, ако нещо съм те обидил“, а те им отговарят: „Простено да ти е“. Така според възрастта всички си ходят на гости за прошка, а възрастният не трябва да я отказва. Тази традиция не съдържа разлики с установената и в други краища на България.
За Великден се изпича чурек – хляб с нахутена мая (голяма пита), а в средата му се слага червено яйце, придържано от две кръстосани лентички. Тази питка се носи на кръстника, а за вкъщи се приготвя също такава.
От Лазаровден вечерта се ходи на черква всяка вечер без сряда. Четвъртък и петък е най-голямото черкуване. В събота, преди разсъмване, хората обикалят селото, начело на свещеника, като всички носят свещи в ръце. Веселбите започват от първия ден на Великден. Той е най-тържествен. Следобед е хорото. Всеки ден се обличат с нови и различни дрехи. Мъжете са обути с гайтанени потури, а жените с рокли гръцки тип, силно набрани в кръста, украсени с дантела и бродерия, косите събрани на висок кок. Признак на изтънчен вкус са копринените забрадки, наречени бариж. Тържествено се чества и Гергьовден. Интересно явление за селото е приставането или краденето на мома. Жените си гостуват на кафе и сладко, обикновено след черква.

### Училища, църкви, просветно и църковно дело
До 1908 г. в с. Аврен има гръцки учители и гръцки свещеник. Училището е с две стаи, като в едната се учат децата от първо и трето отделение, а в другата – от второ и четвърто. Учителят учи децата на гръцки език, но подготовката им е изключително слаба. Децата се научават да четата без да разбират съдържанието. Гръцкият протосингел от Силиврия е имал задължението да проверява подготовката на учениците. В деня на „Три светители“ се провежда изпит, на който се оценява работата на учителя.
Църквата е построена след 1900 г. Дърворезбата и рисуването на иконите са поверени на майстори от България. След завършването и се е провело събрание в дюкяна на известния род Ганчеви, за да се реши как да се нарича. Тъй като в селото живеят 35 души с името Георги, се решава черквата да бъде именувана „Свети Георги“.
Датата 28 август 1908 г. за хората от село Аврен е изключителна. На този ден младежите от селото поискват от българската екзархия да им изпрати български учител и свещеник, като се отказват от гръцката патриаршия в Истанбул. На този ден, по спомени на Бочуков, на празника на Голяма Богородица в селото пристигат български учител и свещеник. Литургията на този ден се извършва на български език. Враждата между българи и гърци е много силна, но българите, като се опират на Хюриета, не се предават.
През учебната 1909 г. училището в село Чанакча започва да приема българчета от съседните села. Там се учат деца и от с. Аврен. В Одрин има българска гимназия, където се учат девойки и младежи от селото. Ученолюбието на авренци е забележително.
През 1910 година в доклад до Екзархията се отбелязва:
| „ | Говорят много добър български език. Забелязва се силно влияние на околната турска и гръцка среда. Гърците са им повлияли значително нравствено, както и в носията. У авренци не може да се намери свойственото на българина гостоприемство, няма простодушие, скромност и любезност. | “ |

Статистиката на професор Любомир Милетич от 1912 година отбелязва Аврен като българско село.

### Изселвания към България
На 5 октомври 1912 г. започва Балканската война. Слуховете за нейната подготовка се понасят още през септември. В средата на месеца започва придвижването на турски войски в посока към България, а след месец-два отстъпват обратно. По това време кмет на селото е Илия Братанов. Запазена е една интересна история по повод това събитие: За да защити селото от отстъпващите, той предвидливо нарежда на жените да изпекат хляб, за да го предложат на турската войска. Изтеглящата се войска се окопава около Чаталджа, а село Аврен остава в района на преследващата я българска армия. Населението на турската махала се изтегля, изоставяйки имуществото си. След три дни пристигат български войници, за които Димитър Младенов си спомня, че са от Плевенския полк. Знамето на полка е окачено на къщата на рода Младенови и го охраняват офицери. Било е много студено, но е осигурявано навреме продоволствие, затова с изхранването на войниците е ангажирано населението на селото. Край Чаталджа започват да бушуват заразни болести – холера, коремен тиф. Като лекарство се препоръчва чесън. Авренци се страхуват, че след подписването на примирие между съюзниците и Османската империя, българското население ще бъде подложено на изтезания.
Налага се тяхното изселване. Като изоставят дом и покъщнина, със съдействието на български офицер и под ръководството на кмета на жп гара Кабакча, се използва влакова композиция и на всеки четири семейства е осигурен вагон. За добитъка с каруците е осигурен сборен пункт – Люле Бургас.
На първо време изчаквайки багажа, изселниците от Аврен се настаняват в три села на север: Каракюф, Домусорман и Иванкьой – турски, полуразрушени през войната. Новата 1913 г. изселниците посрещат в чужди домове. В тези села те остават до пролетта, свободни ниви има достатъчно, зърно в изоставените домове – също. Авренци засяват пролетни посеви. Но на 10 юли 1913 г. около 14 часа двама младежи – Паскал Братанов (чичо на поета Георги Братанов) и Христо Анев донасят вест, че Люле Бургас е пълен с турска войска, и че българите бягат към България.
Пак тревоги, паника, дълги, изморителни преходи, отново изоставени домове. По време на Междусъюзническата война империята нарушава договора за границата по линията Мидия-Енос и насочва войските си към старата граница с България. Авренци се насочат към Лозенград, но той вече е евакуиран. Продължават прехода и по тъмно на 14 юли уморените и изтощени хора и животни достигат границата. Влизат в едно село, което се оказва Кайбелар (дн. Странджа). Пренощуват спокойно, като мислят, че няма кой да ги преследва. На сутринта се оказва, че през нощта местните селяни са напуснали селото. Авренските бежанци продължават до с. Еледжик (дн. Горска поляна), после през село Капаклъкьой (дн. Ружица), Куртбунар (дн. Вълчи извор), Болярово и Попово, където остават за по-дълго, за да отремонтират каруците. Река Поповска е придошла и не може да се премине, защото няма мост, преминават през село Башалий (дн. Жребино) и излизат на пътя Елхово – Ямбол.
Покрай височината Баралкайряк излизат на Каравеловското ханче. На 4 км югоизточно от него на поляна до Тунджа се установяват на бивак. В продължение на една седмица им се осигурява храна от 29-и Ямболски полк, докато изтече карантинния период.
След престой в селата Отманлий (дн. Симеоново), Пандаклий (дн. Тенево), Бикьово (дн. Козарево) и др., през 1914 – 1915 г. по решение на Околийската комисия в гр. Ямбол, те се заселват в неговия квартал Каргона, настанявайки се в ханове, навеси и стопански сгради до 1920 г.
При избухването на Балканската война в 1912 година двама души от Аврен са доброволци в Македоно-одринското опълчение.
На 15 септември 1915 г. България влиза в Първата световна война. Всички мъже на възраст от 22 до 45 години са мобилизирани. От бежанците заминават 77 души, от които загиват шестима. Завърналите се от фронта заварват семействата си затънали в мизерия, гладни, боси. За да се спасят от дебнещата ги гладна смърт, те предлагат своя труд на безценица. Имат нужда от земя, която да обработват. Това настройва местните жители срещу тях. Враждата непрекъснато расте. Стига се до физически насилия, побоища, заплахи. Жертва на грубост, презрение, насилие стават и децата на бежанците. Те са отбягвани, осмивани, обиждани. А девойките, които работят в тютюневите складове, са посрещани и охранявани от авренските младежи.

## Окончателно настаняване на бежанците в гр. Ямбол, строителство
В ямболския край бежанци започват да се заселват още след Руско-турската война от 1877 – 1878 г. Но най-масово това става след Балканската и Междусъюзническата война.
Катастрофалните последици от участието на България в Първата световна война влошават положението им. Като цяло индустрията в града не може да поеме освободената от селското стопанство работна ръка. Балканската маса се превръща в допълнителна тежест за разореното стопанство. Настаняването на бежанците върви твърде бавно, въпреки изградената околийска комисия. Те живеят в дървени бараки без никакви битови удобства, лишени от елементарна хигиена. Има несъгласуваност между различните инстанции, формализъм, злоупотреби при решаването на проблема в града. През 1924 г. е отпуснат кредит от 500 000 лв., който остава неизползван. Взето е решение върху общински земи без предварителна регулация и нивелация да се строят жилища в североизточните покрайнини на града, в триъгълника между шосетата за Елхово и Калчево.
Хора изпреварват това решение. Ямболската комуна (1920 – 1921 г.) защитава гладуващите изселници от Тракия: раздава им се брашно на намалени цени, въвеждат се купони за най-необходимите стоки, износът на животни става само с предварително разрешение от общината. Край гробищата, край селата Кукорево и Окоп минава тогавашната железница „деновилка“, която се тегли от коне, има вагони за товари и добитък и за хора. Тя съществува от 1924 г. до 1932 г. През лятото на 1920 г. започва застрояването на мястото. Родът на Братанови започва първи. Къщите, които строят, са от кирпич и дървен материал, който набавят от местността Ормана, по 3 куб. м на семейство. Строят с „миджия“ – помощ от близките. Къщите са с две стаи и антре. Забиват коловете и започват изкопа на основите, дълбоки 40 – 50 см. Запълват ги с камъни и вар и тогава ги издигат 30 – 40 см над земята. Запълват празното пространство с пръст, набиват я хубаво с дървета и започват да зидат стените с кирпич, който правят предварително. Това са изпечени тухли, правят ги от пръст, глина и плява. На стените оставят отвори за прозорци и врати. Къщите са покривани с папур или керемиди, според възможностите на стопанина. Така за 5 – 6 дни къщата е готова. Измазвай^то става с кал, глина и плява, а най-отгоре с вар. Дворовете са заградени след 3 – 4 години. Улиците са кални по време на дъжд и сняг, хората сами пренасят на гръб или с каруци сгур от гарата, за да посипят пътеки. Тротоари няма, електричество – също. Улиците нямат имена, наричат ги 1-безименна, П-безименна и т.н. Чак през 1936 година им дават имената на тракийските села и градове: Тракия, Аврен, Енос, Кавала, Силиврия...които са запазени. Авренските деца, живеещи в ямболския кв. Каргона, се учат в училище до черквата „Свети Георги“. Когато се настаняват в новия квартал, ходят в училищата „Кирил и Методий“ и „Даскал Атанас Кожухаров“, докато съберат средства за построяване на собствено – „Страшимир Кринчев“.
Част от населението се преселва и към други градове – Айтос, Бургас, Варна, Казанлък, Стара Загора, Ямбол, Карапча, Барганлии и Келешкьой. Една част от новите жители на селото са помаци, преселили се от България.

## Личности
Родени в Аврен
- Петър Димитров (1889 – ?), македоно-одрински опълченец, 1 рота на 7 кумановска дружина[10]
- Стоян Имандиякиев (Имандиянов, 1888 – ?), македоно-одрински опълченец, 1 рота на 7 кумановска дружина[11]

Починали в Аврен
- Кирил Боянов Иванов, български военен деец, майор, от Горно или Долно Драглища, загинал през Балканската война[12]